# Leioproctus tomentosus
Leioproctus tomentosus är en biart som beskrevs av Houston 1989. Leioproctus tomentosus ingår i släktet Leioproctus och familjen korttungebin. Inga underarter finns listade i Catalogue of Life.

## Bildgalleri

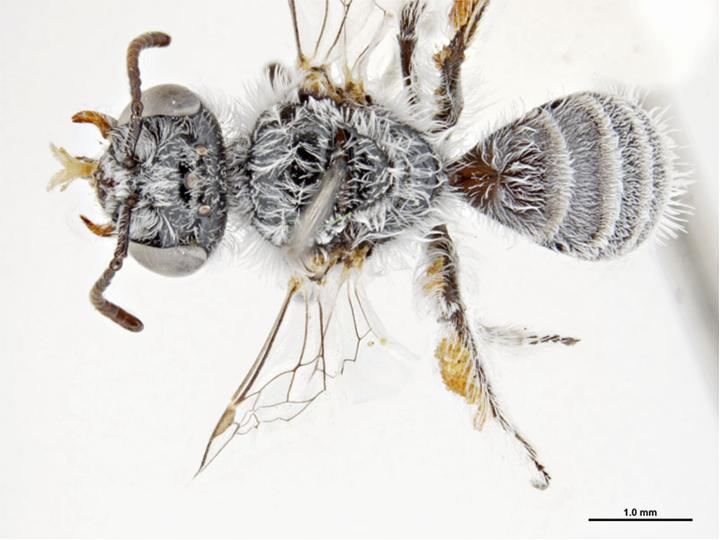
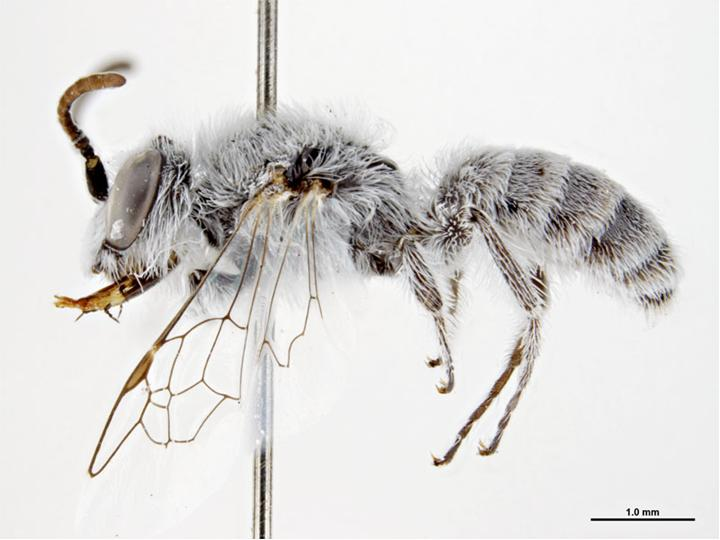